# Rhabdastrella cribriporosa
Rhabdastrella cribriporosa är en svampdjursart som först beskrevs av Arthur Dendy 1916.  Rhabdastrella cribriporosa ingår i släktet Rhabdastrella och familjen Ancorinidae. Inga underarter finns listade i Catalogue of Life.